# Kościół św. Katarzyny w Dakowach Mokrych
Kościół świętej Katarzyny w Dakowach Mokrych – rzymskokatolicki kościół parafialny należący do parafii pod tym samym wezwaniem (dekanat bukowski archidiecezji poznańskiej).
Jest to świątynia wzniesiona w latach 1901–1904 według projektu Heliodora Matejki, dzięki staraniom ówczesnego proboszcza księdza Wojciecha Grośty. Budowla reprezentuje styl neoromański, i charakteryzuje się wieżą o smukłym dachu hełmowym. Wyposażenie wnętrza reprezentuje styl neobarokowy: w ołtarzu głównym jest umieszczona kopia obrazu Rafaela Madonna Sykstyńska; balustrada przed ołtarzem powstała około 1775 roku i pochodzi z kościoła poreformackiego w Woźnikach). W zewnętrzne ściany kościoła zostały wmurowane tablice pamiątkowe: od strony południowej poświęcona 31 ofiarom II Wojny Światowej; na prezbiterium znajduje się epitafium księdza Stanisława Wyrwickiego – zmarłego w 1942 roku w obozie hitlerowskim w Dachau, od strony północnej dedykowana rodzinie Dokowskich herbu Leszczyc – dziedzicom wsi w XV-XVIII wieku.